# Spiraea ulmifolia
Spiraea ulmifolia là loài thực vật có hoa trong họ Hoa hồng. Loài này được Scop. miêu tả khoa học đầu tiên năm 1772.